# 快盗!!シノビーナ
『快盗!!シノビーナ』（かいとう シノビーナ）とは、2008年11月15日から2009年9月26日までテレビ朝日の『ドスペ2』枠で不定期放送されていたバラエティ番組・エンターテインメント情報番組である。生放送。正式タイトルは、第2回までは「お宝配信バラエティー 快盗!!シノビーナ」で、第3回以降は「ケータイエンタ 快盗!!シノビーナ」である。

## 概要
2008年入社の新人女性アナウンサーたちが「シノビーナ」として、視聴者へのプレゼントを獲得するために様々な最新メディアの舞台裏をリポート。ロケ等で得られたプレゼントを携帯サイトを通じて視聴者に配信していた。扱われる項目は各種イベントや自社の番組が主である。
当初は月に1回のペースで放送されていたが、最近は1か月半間隔での放送となっている。
第1回、第2回ではボスであるケンドーコバヤシがメインを務め、シノビーナに指令を下すという形であった。第3回以降はシノビーナ自身が進行役を務め、NON STYLEとオードリーがレギュラーゲスト的な立場で番組に参加。携帯クイズの生出題といった新企画が追加された。

## 放送日
いずれも日本標準時、表記上の放送日。正確には翌日未明の放送であるため、日付上は下記の日の翌日である。
- 第1回 2008年11月15日 25:00 - 25:55
- 第2回 2008年12月6日 25:00 - 25:55
- 第3回 2009年1月17日 24:30 - 25:25
- 第4回 2009年3月7日 25:50 - 26:45
- 第5回 2009年4月25日 24:30 - 25:25
- 第6回 2009年5月23日 24:30 - 25:25
- 第7回 2009年6月27日 24:30 - 25:25
- 第8回 2009年8月8日 25:00 - 25:55
- 特別編『たけし・所の二人テレビ』 2009年8月29日 24:30 - 25:25
- 第9回 2009年9月26日 25:00 - 25:55

第1回、第2回、第9回では、当日の『土曜ワイド劇場』相当枠で150分枠の単発ドラマ特番が放送されたため、『ドスペ2』枠が30分繰り下がり、25:00開始となった。本来の基本放送時間としては24:30開始。
また、第4回では定刻24:30開始であったが、2009 ワールド・ベースボール・クラシック A組の第4試合（日本対韓国戦）の中継が延長したため、定刻より80分繰り下がった。

## 出演者
- 八木麻紗子（テレビ朝日アナウンサー） - シノビーナとして出演。イメージカラーは白。
- 竹内由恵（テレビ朝日アナウンサー） - シノビーナとして出演。イメージカラーは赤。
- 本間智恵（テレビ朝日アナウンサー） - シノビーナとして出演。イメージカラーは青。
- ケンドーコバヤシ - 第1回・第2回に指令官として出演。
- 島本真衣（テレビ朝日アナウンサー） - 第1回にケンドーコバヤシの助手として出演。
- 大木優紀（テレビ朝日アナウンサー） - 第2回にケンドーコバヤシの助手として出演。
- 井上裕介（NON STYLE）
- 石田明（NON STYLE）
- 若林正恭（オードリー）
- 春日俊彰（オードリー）

## スタッフ
- 構成：樋口卓治、山崎康生、尾首大樹
- TD：渡邊良平
- カメラ：廣瀬義幸
- 音声：中田孝也
- VE：山田由香
- 照明：渡辺英明
- 美術デザイン：濱野恭平
- 美術進行：加藤靖也
- 大道具：養田浩之
- CG：丹羽央幸
- テロップ：日浦裕志
- メイク：段久美子
- EED：辻泰治
- MA：有路隼一
- AD：中松謙介
- 音効：有坂香
- TK：多田羅英子
- スタイリスト：中川博次
- 制作協力：ViViA、non PRO
- 編成：宮田奈苗
- 宣伝：西尾浩太郎
- アシスタントプロデューサー：橋本尚子
- ディレクター：小峰智、松本貴利、栗山裕次郎、大谷一生
- プロデューサー：柳沼誉（ViViA）
- 編成プロデューサー：松野良紀
- 企画統括：吉川昌克、小野仁